# Берберийский леопард
Берберийский леопард, или барбарийский леопард (лат. Panthera pardus panthera), — подвид леопарда, обитающий в Северной Африке. Согласно филогенетическим исследованиям 1996 и 2001 годов, больше не выделяется, синонимизирован с номинативным подвидом Panthera pardus pardus.

## Биология
Барбарийский леопард, как правило, охотник-оппортунист, убивающий любое уязвимое животное, с которым он может столкнуться, хотя он также может использовать выгодную точку, такую как дерево или скала, чтобы визуально обнаружить добычу или быстро отреагировать на звук животного в беде. Он питается мелкими и средними млекопитающими, убивая их укусом в заднюю часть шеи, а затем тащит свою добычу к покрову растительности.
Однако, в отличие от некоторых других крупных кошек, он также имеет способность выживать на чрезвычайно маленькой добыче, а также будет питаться птицами, когда их можно поймать. На собак, кошек и домашний скот иногда охотятся леопарды, живущие вблизи населенных пунктов, что приводит к репутации леопарда в некоторых районах как вредителя . В то время как большая часть их охоты осуществляется на земле, леопард также является превосходным альпинистом и будет взбираться на деревья с ловкостью и легкостью . Эта элегантная кошка-прежде всего одиночное животное, редко встречающееся с другим леопардом, если только это не мать со своим детенышем или взрослая пара, ненадолго вступающая в контакт. Каждые три — семь недель самки леопардов становятся восприимчивыми к спариванию. Этот период длится всего несколько дней, но в течение этого короткого времени самки часто спариваются с самцом.

## Сохранение
Охота на североафриканского леопарда запрещена в Алжире и Марокко, но в Тунисе нет правовой защиты для этой кошки, находящейся под угрозой исчезновения.

## Описание
С учетом того, что в дикой природе выживает, возможно, лишь горстка особей, североафриканский леопард является одним из наиболее угрожаемых подвидов леопарда. Леопард-это элегантная и сильная кошка, более стройная, чем ягуар, но более коренастая и крепкая, чем гепард. Его мускулистое тело, толстые конечности и широкие мощные лапы-все это придает этому животному вид большой силы . Его красивая шерсть представляет собой узор из черных пятен на очень изменчивом фоне цвета золотисто-желтого, ржаво-желтого, бледно-коричневого или палевого, который имеет тенденцию быть самым темным на спине. Черные пятна образуют розетки на большей части тела, но более твердые пятна на нижних конечностях, животе, горле и лице. Его пятнистый мех обеспечивает отличную маскировку и позволяет леопарду прятаться в самых скудных покровах. Название леопард происходит от ошибочного представления, что эта кошка была помесью льва.

## Среда обитания
В северной Африке сосновый лес и средиземноморский кустарник считаются подходящей средой обитания для североафриканского леопарда. Они приурочены к более отдаленным и труднопроходимым районам, простирающимся от предгорий до 3000 метров над уровнем моря в Марокко.

## Ареал
Ареал североафриканского леопарда не ясен.

## Статус
Классифицирован как находящийся под угрозой исчезновения (CR) в красном списке МСОП 2007 года и включен в Приложение I СИТЕС.

## Угрозы
Мало что известно о состоянии североафриканского леопарда, за исключением того, что популяция считается тревожно малой, по оценкам, насчитывающей менее 250 зрелых особей и сокращающейся. Наибольшую угрозу может представлять то, что оказывает влияние и на другие подвиды леопарда — расширение животноводства. Наличие домашнего скота может уменьшить численность леопарда за счет чрезмерного выпаса и изменения среды обитания, или за счет преднамеренного преследования со стороны людей, которые считают, что леопарды убивают домашний скот.